# Nicole Stratford
Pour les articles homonymes, voir Stratford.
Nicole Ellen Stratford, née le 1er février 1989, est une footballeuse néo-zélandaise. Elle évolue au poste de défenseuse avec le club de Canterbury United FC.

## Carrière

### Carrière en club
Nicole Stratford est une ancienne joueuse de futsal.

### Carrière internationale
En janvier 2019, elle est appelée pour participer à un stage de préparation avec 28 autres joueuses. Elle n'est pas retenue dans la première liste des 23 joueuses pour la Coupe du monde 2019, mais le 10 juin 2019, Meikayla Moore se blesse au talon d'Achille lors d'un entraînement au Havre. Nicole Stratford est alors appelée pour la remplacer.